# Elmer Bernstein
Elmer Bernstein (Nova Iorque, 4 de abril de 1922 - Califórnia, 18 de agosto de 2004)  foi um compositor e regente estadunidense conhecido por suas trilhas sonoras para filmes. Em uma carreira que durou mais de cinco décadas, ele compôs "alguns dos temas mais reconhecíveis e memoráveis da história de Hollywood", incluindo mais de 150 trilhas sonoras originais de filmes, bem como trilhas sonoras para quase 80 produções televisivas. Exemplos de seus trabalhos amplamente populares e aclamados pela crítica são as partituras de The Ten Commandments (1956), The Magnificent Seven (1960), To Kill a Mockingbird (1962), The Great Escape (1963), The Rookies (1972–76 ), Animal House (1978),Avião! (1980), Heavy Metal (1981), Ghostbusters (1984), The Black Cauldron (1985), Cape Fear (1991), The Age of Innocence (1993), Wild Wild West (1999) e Far from Heaven (2002). No início de sua carreira, ele também marcou o infame clássico do acampamento Robot Monster.
Bernstein ganhou um Oscar por sua trilha para Thoroughly Modern Millie (1967) e foi indicado para 14 Oscars no total. Ele também ganhou dois Golden Globe Awards, um Emmy Award e foi indicado para dois Grammy Awards e dois Tony Awards.

## Lista de trabalhos

### Filme

#### 1950s
- Saturday's Hero (1951)
- Battles of Chief Pontiac (1952)
- Sudden Fear (1952)
- Cat-Women of the Moon (1953)
- Never Wave at a WAC (1953)
- Robot Monster (1953)
- Silent Raiders (1954)
- The Eternal Sea (1955)
- The Man with the Golden Arm (1955)
- The View from Pompey's Head (1955)
- The Ten Commandments (1956)
- Men in War (1957)
- Drango (1957)
- Fear Strikes Out (1957)
- Sweet Smell of Success (1957)
- The Tin Star (1957)
- Desire Under the Elms (1958)
- Kings Go Forth (1958)
- God's Little Acre (1958)
- The Buccaneer (1958)
- Some Came Running (1958)
- The Miracle (1959)

#### 1960s
- The Magnificent Seven (1960)
- The Rat Race (1960)
- The Story on Page One (1960)
- From the Terrace (1960)
- The Comancheros (1961)
- By Love Possessed (1961)
- The Young Doctors (1961)
- Summer and Smoke (1961)
- To Kill a Mockingbird (1962)
- Walk on the Wild Side (1962)
- A Girl Named Tamiko (1962)
- Birdman of Alcatraz (1962)
- Kings of the Sun (1963)
- The Caretakers (1963)
- The Great Escape (1963)
- Love with the Proper Stranger (1963)
- Hud (1963)
- The Carpetbaggers (1964)
- The World of Henry Orient (1964)
- The Sons of Katie Elder (1965)
- The Hallelujah Trail (1965)
- Baby the Rain Must Fall (1965)
- 7 Women (1966)
- Return of the Seven (1966)
- Hawaii (1966)
- Cast A Giant Shadow (1966)
- The Silencers (1966)
- Thoroughly Modern Millie (1967)
- The Scalphunters (1968)
- I Love You, Alice B. Toklas (1968)
- Powers of Ten (1968)
- The Gypsy Moths (1969)
- The Bridge at Remagen (1969)
- Guns of the Magnificent Seven (1969)
- True Grit (1969)

#### 1970s
- The Liberation of L.B. Jones (1970)
- Cannon for Cordoba (1970)
- A Walk in the Spring Rain (1970)
- Big Jake (1971)
- Doctors' Wives (1971)
- See No Evil (1971)
- The Amazing Mr. Blunden (1972)
- The Magnificent Seven Ride! (1972)
- Cahill U.S. Marshal (1973)
- Gold (1974)
- McQ (1974)
- Nightmare Honeymoon (1974)
- The Trial of Billy Jack (1974)
- Mr Quilp (1975)
- Report to the Commissioner (1975)
- From Noon Till Three (1976)
- The Incredible Sarah (1976)
- The Shootist (1976)
- Slap Shot (1977)
- Powers of Ten (1977)
- National Lampoon's Animal House (1978)
- Billy Jack Goes to Washington (1978)
- Bloodbrothers (1978)
- Casey's Shadow (1978)
- Zulu Dawn (1979)
- The Great Santini (1979)
- Meatballs (1979)

#### 1980s
- Airplane! (1980)
- The Blues Brothers (1980)
- Saturn 3 (1980)
- Heavy Metal (1981)
- Honky Tonk Freeway (1981)
- Going Ape! (1981)
- The Chosen (1981)
- An American Werewolf in London (1981)
- Stripes (1981)
- Genocide (1982)
- Five Days One Summer (1982)
- Our House (1982)
- Airplane II: The Sequel (1982)
- Michael Jackson's Thriller (1983)
- Class (1983)
- Trading Places (1983)
- Spacehunter: Adventures in the Forbidden Zone (1983)
- Prince Jack (1984)
- Mary Ward (1984)
- Bolero (1984)
- Ghostbusters (1984)
- The Black Cauldron (1985)
- Spies Like Us (1985)
- ¡Three Amigos! (1986)
- Legal Eagles (1986)
- Leonard Part 6 (1987)
- Amazing Grace and Chuck (1987)
- Funny Farm (1988)
- The Good Mother (1988)
- Da (1988)
- My Left Foot (1989)
- Slipstream (1989)

#### 1990s
- The Field (1990)
- The Grifters (1990)
- Cape Fear (1991)
- Rambling Rose (1991)
- A Rage in Harlem (1991)
- Oscar (1991)
- Innocent Blood (1992)
- Mad Dog and Glory (1993)
- The Age of Innocence (1993)
- Lost in Yonkers (1993)
- The Cemetery Club (1993)
- The Good Son (1993)
- Roommates (1995)
- Search and Destroy (1995)
- Canadian Bacon (1995)
- Devil in a Blue Dress (1995)
- Frankie Starlight (1995)
- Bulletproof (1996)
- Buddy (1997)
- The Rainmaker (1997)
- Hoodlum (1997)
- Twilight (1998)
- Bringing Out the Dead (1999)
- Wild Wild West (1999)
- The Deep End of the Ocean (1999)

#### 2000s
- Keeping the Faith (2000)
- Far from Heaven (2002)

### Televisão

#### 1950s
- General Electric Theater (1958–59; 8 episódios)
- Johnny Staccato (1959–60; 23 episódios)
- Riverboat (1959–60; 18 episódios)

#### 1960s
- The Beachcomber (1962; 13 episódios)
- The Dick Powell Show (1962; 1 episódio)
- The DuPont Show of the Week (1962; 1 episódio)
- The Making of the President, 1960 (1963; Filme para TV)
- Hollywood and the Stars (1963–64; 7 episódios)
- National Geographic Specials (1966; 1 episódio)
- ABC Stage 67 (1966–67; 2 episódios)
- The Big Valley (1967–68; 24 episódios)
- Julia (1968–70; 60 episódios)

#### 1970s
- Owen Marshall: Counselor at Law (1971–74; 20 episódios)
- Gunsmoke (1972; 1 episódio)
- The Rookies (1972–74; 12 episódios)
- Ellery Queen (1975–76; 17 episódios)
- Serpico (1976; Piloto)
- Captains and the Kings (1976; Miniseries - 8 episódios)
- Once an Eagle (1976–77; Miniseries - 7 episódios)
- Seventh Avenue (1977; Miniseries - 2 episódio)
- Little Women (1978; Miniseries - 2 episódios)
- The Chisholms (1979; Miniseries - 4 episódios)

#### 1980s
- Guyana Tragedy: The Story of Jim Jones (1980; Television film)
- This Year's Blonde (1980; Filme para TV)
- Ripley's Believe It or Not! (1983; 1 episódio)
- Gulag (1985; Filme para TV)

#### 1990s
- The Bogie Man (1992; Filme para TV)
- Fallen Angels (1993–95; 10 episódios)
- Rough Riders (1997; Miniseries - 2 episódios)
- Introducing Dorothy Dandridge (1999; Filme para TV)

#### 2000s
- Cecil B. De Mille – American Epic (2004; Filme para TV)

### Broadway, teatro
- Peter Pan (1954) – compositor de música incidental
- How Now, Dow Jones (1967) – Compositor - Tony Co-Nomeado para Melhor Musical , Tony Co-Nomeado para Melhor Compositor e Letrista
- Merlin (1982) – Compositor e compositor de música incidental - Co-nomeação Tony para Melhor Compositor e Letrista